# Whitey Ford Sings the Blues
Whitey Ford Sings the Blues ist das zweite Studioalbum des US-amerikanischen Rappers und Sängers Everlast. Es wurde am 8. September 1998 über Tommy Boy Entertainment und Warner Bros. veröffentlicht, in Deutschland am 12. März 1999. Das Album kam acht Jahre nach Everlasts erstem Studioalbum Forever Everlasting und zwei Jahre nach der Auflösung von House of Pain, dessen Mitbegründer Everlast war, auf den Markt. Neben traditionellem Hip-Hop sind hier auch erstmals Lieder des Blues- bzw. Bluesrockmusik-Genres zu hören.
Whitey Ford Sings the Blues wurde ein großer Erfolg. Es erreichte Platz 9 der US-amerikanischen Billboard 200 und hielt sich dort 55 Wochen lang, zudem wurde es dreimal mit Platin ausgezeichnet. Die Singleauskopplung What It’s Like war für einen Grammy nominiert.

## Hintergrund
1997 begann Everlast mit den Aufnahmearbeiten für Whitey Ford Sings the Blues. Bedingt durch einen angeborenen Herzfehler bekam er am letzten Tag der Aufnahme einen Herzinfarkt, wurde notoperiert und bekam eine neue Herzklappe. Die Fertigstellung wurde durch diesen Zwischenfall jedoch nicht gefährdet, das Album erschien schließlich am 8. September 1998.
Über den musikalischen Inhalt verriet Everlast: „Ich dachte mir einfach „Scheiss auf die Regeln!“, nahm alles, was ich in meinem Leben gern gehört habe und warf es zusammen wie einen großen Eintopf.“ Unter anderem ließ er sich von Neil Young, Led Zeppelin und Black Sabbath inspirieren.
Über den Erfolg dieses Konzepts war Everlast nach eigenen Angaben selbst überrascht. Dazu ließ er verlauten: „Ich dachte, dass ich mir viel Missmut für dieses Album einhandeln werde, weil viele Leute borniert sind. Ich dachte, dass Hip-Hop-Puristen mir Dinge wie „Was denkst du eigentlich, was du da tust?“ sagen werden, und dass Rocker mir Dinge wie „Wen denkst du eigentlich, verarschen zu können?“ entgegnen werden. Doch stattdessen bekam ich Zurufe wie „Wow, du hast dein eigenes Ding gemacht, das ist wirklich cool“.“

## Titelliste
| #   | Titel                                          | Länge |
| --- | ---------------------------------------------- | ----- |
| 1.  | The White Boy Is Back                          | 0:45  |
| 2.  | Money (Dollar Bill) (feat. Sadat X)            | 3:14  |
| 3.  | Ends                                           | 4:33  |
| 4.  | What It’s Like                                 | 5:03  |
| 5.  | Get Down                                       | 3:59  |
| 6.  | Sen Dog (Skit)                                 | 0:15  |
| 7.  | Tired                                          | 2:22  |
| 8.  | Hot to Death                                   | 3:49  |
| 9.  | Painkillers                                    | 3:22  |
| 10. | Prince Paul (Skit)                             | 0:58  |
| 11. | Praise the Lord                                | 3:05  |
| 12. | Today (Watch Me Shine) (feat. Bronx Style Bob) | 5:02  |
| 13. | Guru (Skit)                                    | 0:17  |
| 14. | Death Comes Callin’                            | 4:16  |
| 15. | Funky Beat (feat. Casual & Sadat X)            | 4:04  |
| 16. | The Letter                                     | 2:05  |
| 17. | 7 Years                                        | 4:05  |
| 18. | Next Man                                       | 3:52  |

## Chartplatzierungen

### Album
| Jahr | Titel                       | Höchstplatzierung, Gesamtwochen, AuszeichnungChartplatzierungen (Jahr, Titel, Platzierungen, Wochen, Auszeichnungen, Anmerkungen) | Höchstplatzierung, Gesamtwochen, AuszeichnungChartplatzierungen (Jahr, Titel, Platzierungen, Wochen, Auszeichnungen, Anmerkungen) | Höchstplatzierung, Gesamtwochen, AuszeichnungChartplatzierungen (Jahr, Titel, Platzierungen, Wochen, Auszeichnungen, Anmerkungen) | Höchstplatzierung, Gesamtwochen, AuszeichnungChartplatzierungen (Jahr, Titel, Platzierungen, Wochen, Auszeichnungen, Anmerkungen) | Höchstplatzierung, Gesamtwochen, AuszeichnungChartplatzierungen (Jahr, Titel, Platzierungen, Wochen, Auszeichnungen, Anmerkungen) | Anmerkungen                            |
| Jahr | Titel                       | DE | AT | CH | UK | US | Anmerkungen                            |
| ---- | --------------------------- | --- | --- | --- | --- | --- | -------------------------------------- |
| 1998 | Whitey Ford Sings the Blues | DE12 (29 Wo.)DE | — | CH20 (27 Wo.)CH | UK65 (1 Wo.)UK | US9 (55 Wo.)US | Erstveröffentlichung: 8. November 1998 |

### Singleauskopplungen
| Jahr | Titel Album    | Höchstplatzierung, Gesamtwochen, AuszeichnungChartplatzierungen (Jahr, Titel, Album, Platzierungen, Wochen, Auszeichnungen, Anmerkungen) | Höchstplatzierung, Gesamtwochen, AuszeichnungChartplatzierungen (Jahr, Titel, Album, Platzierungen, Wochen, Auszeichnungen, Anmerkungen) | Höchstplatzierung, Gesamtwochen, AuszeichnungChartplatzierungen (Jahr, Titel, Album, Platzierungen, Wochen, Auszeichnungen, Anmerkungen) | Höchstplatzierung, Gesamtwochen, AuszeichnungChartplatzierungen (Jahr, Titel, Album, Platzierungen, Wochen, Auszeichnungen, Anmerkungen) | Höchstplatzierung, Gesamtwochen, AuszeichnungChartplatzierungen (Jahr, Titel, Album, Platzierungen, Wochen, Auszeichnungen, Anmerkungen) | Anmerkungen |
| Jahr | Titel Album    | DE | AT | CH | UK | US | Anmerkungen |
| ---- | -------------- | --- | --- | --- | --- | --- | ----------- |
| 1999 | What It’s Like | DE17 (18 Wo.)DE | AT17 (9 Wo.)AT | CH20 (14 Wo.)CH | UK34 (3 Wo.)UK | US13 (33 Wo.)US |             |
| 1999 | Ends           | DE67 (7 Wo.)DE | — | — | UK47 (1 Wo.)UK | — |             |

## Kritik
| Professionelle Bewertungen | Professionelle Bewertungen |
| -------------------------- | -------------------------- |
| Kritiken                   |                            |
| Quelle                     | Bewertung                  |
| Allmusic                   | [ 3 ]                      |
| Rock Hard                  | 9,5/10                     |
| sputnik music              | 3.0                        |
| NME                        | 6/10                       |
| ultimateGuitar.com         | 9.2                        |
| THE-PIT.DE                 | 7,5/10                     |

Alex Henderson von Allmusic beschrieb Everlast als kreativ, da er viele verschiedene Musikrichtungen in seinem Album verwende. Es sei mutig von ihm gewesen, als Rapper diesen Schritt zu wagen, der ihm jedoch gelungen sei.
Im Rock Hard empfahl Marcus Schleutermann das Album trotz bisweilen (Hot to Death) harter Klänge zwar nicht unbedingt den Metal-Hörern, aber allen Crossover-Fans. Die „Vielseitigkeit von Everlasts Vocals, deren Spanne von seinem bekannten Rap-Stil bis zu unschlagbar lässigem Gesang reicht, der selbst Cake und die Fun Lovin’ Criminals in Sachen Coolness auf die Plätze verweist“ sei der große Pluspunkt.
Positive Worte fand auch DownInAHole von ultimatie-guitar.com, der das Album als „unglaublich“ bezeichnete. Seine Gitarrenriffs seien rau, er lobte zudem auch Everlasts Lyrik, die sich wie „kein Album zuvor“ anhören würde. Das Album sei „jeden Penny wert“.
Deutlich kritischer bewertet wurde das Album bei A.V. Club. Nathan Rabin kritisierte Everlast für seine Songschreiber-Qualitäten, mit denen er Leonard Cohen nicht unvergessen machen könne. Als Gitarrist überzeuge er ebenso wenig. Im Gegensatz zu seiner Zeit bei House of Pain höre man einen reiferen Everlast, der unter anderem über gescheiterte Beziehungen rappe bzw. singe. Seine Rapps seien nichtssagender denn je, zudem sei er durch schwache, monotone Beats gehindert, sich zu entfalten. Das Album sei ehrgeizig, gut gemeint, werde Everlasts „Abstieg in die Vergessenheit“ jedoch „nicht stoppen können“.